# Wizna (gmina)
Wizna (do 1954 gmina Bożejewo) – gmina wiejska w województwie podlaskim, w powiecie łomżyńskim. W latach 1975–1998 gmina położona była w województwie łomżyńskim.
Siedziba gminy to Wizna.
Według danych z 31 grudnia 2014 gminę zamieszkiwało 4165 osób.

## Struktura powierzchni
Według danych z roku 2002 gmina Wizna ma obszar 133,05 km², w tym:
- użytki rolne: 82%
- użytki leśne: 10%

Gmina stanowi 9,83% powierzchni powiatu.

## Demografia

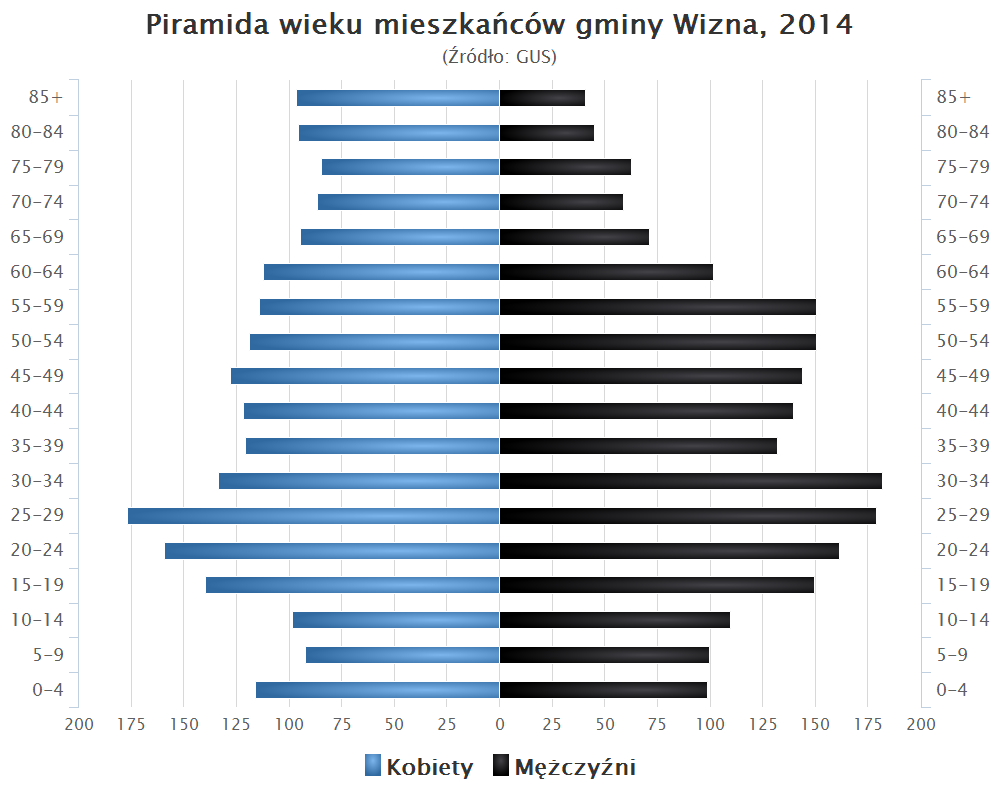
Piramida wieku mieszkańców gminy Wizna w 2014 roku

Dane z 31 grudnia 2014:
| Opis                              | Ogółem | Ogółem | Kobiety | Kobiety | Mężczyźni | Mężczyźni |
| --------------------------------- | ------ | ------ | ------- | ------- | --------- | --------- |
| jednostka                         | osób   | %      | osób    | %       | osób      | %         |
| populacja                         | 4165   | 100    | 2088    | 50,1    | 2077      | 49,9      |
| gęstość zaludnienia (mieszk./km²) | 31,2   | 31,2   | 15,6    | 15,6    | 15,6      | 15,6      |

Dane z 30 czerwca 2004:
| Opis                              | Ogółem | Ogółem | Kobiety | Kobiety | Mężczyźni | Mężczyźni |
| --------------------------------- | ------ | ------ | ------- | ------- | --------- | --------- |
| jednostka                         | osób   | %      | osób    | %       | osób      | %         |
| populacja                         | 4361   | 100    | 2167    | 49,7    | 2194      | 50,3      |
| gęstość zaludnienia (mieszk./km²) | 32,8   | 32,8   | 16,3    | 16,3    | 16,5      | 16,5      |

## Sołectwa
Boguszki, Bronowo, Janczewo, Jarnuty, Kokoszki, Kramkowo, Lisno, Małachowo, Męczki, Mrówki, Nieławice, Niwkowo, Nowe Bożejewo, Ruś, Rutki, Rutkowskie, Sambory, Sieburczyn, Srebrowo, Stare Bożejewo, Wierciszewo, Wizna (sołectwa: Wizna I i Wizna II), Włochówka, Zanklewo.

## Miejscowości niesołeckie
Nart, Podkosacze, Witkowo

## Sąsiednie gminy
Jedwabne, Łomża, Piątnica, Rutki, Trzcianne, Zawady